# Victorville
Victorville is een plaats (city) in de Amerikaanse staat Californië, in de Mojavewoestijn. Victorville valt bestuurlijk gezien onder San Bernardino County.
Victorville werd als "Lane's Crossing" gesticht in 1858. Aaron Lane, een veteraan van de Mexicaans-Amerikaanse Oorlog vestigde zich op de plaats waar de route vanuit het oosten richting Cajonpas de Mojave River kruiste.
In Victorville bevindt zich de luchthaven Southern California Logistics Airport, de voormalige George Air Force Base van de USAF.

## Demografie
Bij de volkstelling in 2000 werd het aantal inwoners vastgesteld op 64.029.
In 2006 is het aantal inwoners door het United States Census Bureau geschat op 98.662, een stijging van 34633 (54.1%).

## Geografie
Volgens het United States Census Bureau beslaat de plaats een oppervlakte van
189,9 km², waarvan 188,5 km² land en 1,4 km² water. Victorville ligt op ongeveer 832 m boven zeeniveau.

## Geboren in Victorville
- Patty Jenkins (1971), filmregisseur en scenarioschrijfster
- Travis Van Winkle (1982), acteur

## Plaatsen in de nabije omgeving
De onderstaande figuur toont nabijgelegen plaatsen in een straal van 32 km rond Victorville.